# Lijst van voetbalinterlands wereldkampioenschap Nederland (vrouwen)
Het Nederlands vrouwenvoetbalelftal speelde in 2015 haar eerste WK Voetbal Vrouwen. Op 6 juni 2015 werd de eerste wedstrijd gespeeld tegen Nieuw-Zeeland. Lieke Martens scoorde het eerste doelpunt namens Nederland op een eindronde. 5 speelsters speelden alle 11 wedstrijden op WK's en zijn daarmee de recordhouders. Vivianne Miedema en Lieke Martens zijn met drie doelpunten topscorers van Nederland op WK's.

## Lijst van wedstrijden
| #     | Betekenis      |
| ----- | -------------- |
| Groep | Groepsfase     |
| 1/8   | Achtste finale |
| 1/4   | Kwartfinale    |
| 1/2   | Halve finale   |

Noot vooraf: de score van Nederland staat altijd als eerste genoteerd.
| Gastland                 | #  | Speelstad    | Datum      | Ronde  | Tegenstander     | Uitslag   | Doelpuntenmakers                                                                                                   |
| ------------------------ | -- | ------------ | ---------- | ------ | ---------------- | --------- | --- |
| Canada                   | 1  | Edmonton     | 06-06-2015 | Groep  | Nieuw-Zeeland    | 1-0       | 33' Martens 1-0 |
| Canada                   | 2  | Edmonton     | 11-06-2015 | Groep  | China            | 0-1       | 90+1' Wang 0-1 |
| Canada                   | 3  | Montreal     | 15-06-2015 | Groep  | Canada           | 1-1       | 10' Lawrence 1-0, 87' van de Ven 1-1                                                                               |
| Canada                   | 4  | Vancouver    | 23-06-2015 | 1/8    | Japan            | 1-2       | 10' Ariyoshi 0-1, 78' Sakaguchi 0-2, 90+2' van de Ven 1-2                                                          |
| Frankrijk                | 5  | Le Havre     | 11-06-2019 | Groep  | Nieuw-Zeeland    | 1-0       | 90+2' Roord 1-0 |
| Frankrijk                | 6  | Valenciennes | 15-06-2019 | Groep  | Kameroen         | 3-1       | 41' Miedema 1-0, 43' Onguéné 1-1, 48' Bloodworth 2-1, 85' Miedema 3-1                                              |
| Frankrijk                | 7  | Reims        | 20-06-2019 | Groep  | Canada           | 2-1       | 54' Dekker 1-0, 60' Sinclair 1-1, 75' Beerensteyn 2-1                                                              |
| Frankrijk                | 8  | Rennes       | 25-06-2019 | 1/8    | Japan            | 2-1       | 17' Martens 1-0, 43' Hasegawa 1-1, 90' Martens 2-1                                                                 |
| Frankrijk                | 9  | Valenciennes | 29-06-2019 | 1/4    | Italië           | 2-0       | 70' Miedema 1-0, 80' van der Gragt 2-0                                                                             |
| Frankrijk                | 10 | Lyon         | 03-07-2019 | 1/2    | Zweden           | 1-0 n.v.* | 99' Groenen 1-0 |
| Frankrijk                | 11 | Lyon         | 07-07-2019 | finale | Verenigde Staten | 0-2       | 61' Rapinoe 1-0, 69' Lavelle 2-0                                                                                   |
| Australië, Nieuw-Zeeland | 12 | Dunedin      | 23-07-2023 | Groep  | Portugal         | 1-0       | 13' Van der Gragt 1-0                                                                                              |
| Australië, Nieuw-Zeeland | 13 | Wellington   | 27-07-2023 | Groep  | Verenigde Staten | 1-1       | 17' Roord 1-0, 62'Horan 1-1                                                                                        |
| Australië, Nieuw-Zeeland | 14 | Dunedin      | 1-08-2023  | Groep  | Vietnam          | 7-0       | 8' Martens 1-0, 11' Snoeijs 2-0, 18' Brugts 3-0, 23' Roord 4-0, 45' Van de Donk 5-0, 57' Brugts 6-0, 83' Roord 7-0 |
| Australië, Nieuw-Zeeland | 15 | Sydney       | 6-08-2023  | 1/8    | Zuid-Afrika      | 2-0       | 9' Roord 1-0, 68' Beerensteyn 2-0                                                                                  |
| Australië, Nieuw-Zeeland | 16 | Wellington   | 11-08-2023 | 1/4    | Spanje           | 1-2 n.v.* | 81' Caldentey 0-1, 90+1' Van der Gragt 1-1, 111' Paralluelo 1-2                                                    |

| gespeeld | gewonnen | gelijk | verloren | doelpunten voor | doelpunten tegen |
| -------- | -------- | ------ | -------- | --------------- | ---------------- |
| 16       | 9        | 4      | 3        | 26              | 12               |

*na 90 minuten reguliere speeltijd

## Lijst van spelers
Bijgewerkt t/m WK 2019.
Legenda
- Wedstrijd en doelpunt totalen betreffen alle wedstrijden gespeeld op een eindtoernooi van het Wereldkampioenschap.
- Spelers worden gerangschikt op datum waarop het officiële debuut plaatsvond voor Nederland.
- Inclusief wisseloptredens.

| Naam                   | Wedstr. | Dlpnt. | WK's                     |
| ---------------------- | ------- | ------ | ------------------------ |
| Manon Melis            | 4       | 0      | 1 (2015)                 |
| Petra Hogewoning       | 2       | 0      | 1 (2015)                 |
| Kirsten van de Ven     | 3       | 2      | 1 (2015)                 |
| Loes Geurts            | 3       | 0      | 1 (2015)                 |
| Sherida Spitse         | 16      | 0      | 3 (2015), (2019), (2023) |
| Shanice van de Sanden  | 8       | 0      | 2 (2015), (2019)         |
| Anouk Dekker           | 8       | 1      | 2 (2015), (2019)         |
| Kika van Es            | 3       | 0      | 1 (2019)                 |
| Renate Jansen          | 2       | 0      | 2 (2019), (2023)         |
| Mandy van den Berg     | 4       | 0      | 1 (2015)                 |
| Daniëlle van de Donk   | 15      | 1      | 3 (2015), (2019), (2023) |
| Sari van Veenendaal    | 8       | 0      | 2 (2015), (2019)         |
| Lieke Martens          | 16      | 4      | 3 (2015), (2019), (2023) |
| Desiree van Lunteren   | 11      | 0      | 2 (2015), (2019)         |
| Tessel Middag          | 3       | 0      | 1 (2015)                 |
| Stefanie van der Gragt | 14      | 3      | 3 (2015), (2019), (2023) |
| Vivianne Miedema       | 11      | 3      | 2 (2015), (2019)         |
| Dominique Janssen      | 13      | 1      | 3 (2015), (2019), (2023) |
| Jill Roord             | 12      | 5      | 2 (2019), (2023)         |
| Merel van Dongen       | 10      | 0      | 3 (2015), (2019), (2023) |
| Jackie Groenen         | 12      | 1      | 2 (2019), (2023)         |
| Lineth Beerensteyn     | 10      | 2      | 2 (2019), (2023)         |
| Daphne van Domselaar   | 5       | 0      | 1 (2023)                 |
| Aniek Nouwen           | 2       | 0      | 1 (2023)                 |
| Katja Snoeijs          | 5       | 1      | 1 (2023)                 |
| Jill Baijings          | 1       | 0      | 1 (2023)                 |
| Caitlin Dijkstra       | 2       | 0      | 1 (2023)                 |
| Victoria Pelova        | 5       | 0      | 1 (2023)                 |
| Kerstin Casparij       | 5       | 0      | 1 (2023)                 |
| Wieke Kaptein          | 1       | 0      | 1 (2023)                 |
| Damaris Egurrola       | 5       | 0      | 1 (2023)                 |
| Esmee Brugts           | 5       | 2      | 1 (2023)                 |

KNVB ·
A-internationals ·
Bondscoaches ·
Topscorers ·
Jong OranjeLeeuwinnen ·
Vrouwen U20 ·
Vrouwen U19 ·
Vrouwen U18 ·
Vrouwen U17 ·
Vrouwen U16 ·
Vrouwen U15

EK-wedstrijden vrouwen ·
WK-wedstrijden vrouwen ·
Resultaten vrouwen kwalificaties en eindronden
1971 – 1979 ·
1980 – 1989 ·
1990 – 1999 ·
2000 – 2009 ·
2010 – 2019 ·
2020 – 2029
EK 2009 ·
EK 2013 ·
WK 2015 · 
EK 2017 · 
WK 2019 · 
OS 2020 · 
EK 2022 · 
WK 2023
Albanië ·
Australië ·
België ·
Brazilië ·
Canada ·
Chili ·
China ·
Costa Rica ·
Cyprus ·
Denemarken ·
Duitsland ·
Engeland ·
Estland ·
Finland ·
Frankrijk ·
GOS ·
Griekenland ·
Hongarije ·
Ierland ·
IJsland ·
Indonesië ·
Israël ·
Italië ·
Ivoorkust ·
Japan ·
Kameroen ·
Kosovo ·
Kroatië ·
Mexico ·
Nieuw-Zeeland ·
Nigeria ·
Noord-Ierland ·
Noord-Korea ·
Noord-Macedonië ·
Noorwegen ·
Oekraïne ·
Oostenrijk ·
Polen ·
Portugal ·
Roemenië ·
Rusland ·
Schotland ·
Servië ·
Slovenië ·
Slowakije ·
Spanje ·
Thailand ·
Tsjechië ·
Turkije ·
Verenigde Staten ·
Vietnam ·
Wales ·
Wit-Rusland ·
Zambia ·
Zuid-Afrika ·
Zweden ·
Zwitserland
Denemarken (2017) ·
Verenigde Staten (2019)